# Luxembourg au Concours Eurovision de la chanson 1961
Le Luxembourg a participé au Concours Eurovision de la chanson 1961 à Cannes, en France. C'est la cinquième participation et la première victoire du Luxembourg au Concours Eurovision de la chanson.
Le pays est représenté par Jean-Claude Pascal avec la chanson Nous les amoureux sélectionnés en interne par Télé Luxembourg.

## Sélection interne
Télé Luxembourg choisit l'artiste et la chanson en interne pour représenter le Luxembourg au Concours Eurovision de la chanson 1961.
Lors de cette sélection, c'est le chanteur français Jean-Claude Pascal et la chanson Nous les amoureux qui furent choisis.

## À l'Eurovision
Chaque pays avait un jury de dix personnes. Chaque membre du jury pouvait donner un point à sa chanson préférée.

### Points attribués par le Luxembourg
| 8 points | Royaume-Uni     |
| 1 point  | Belgique France |

### Points attribués au Luxembourg
| 10 points                 | 9 points            | 8 points            | 7 points  | 6 points                                        |
| ------------------------- | ------------------- | ------------------- | --------- | ----------------------------------------------- |
|                           |                     |                     |           |                                                 |
| 5 points                  | 4 points            | 3 points            | 2 points  | 1 point                                         |
| - Allemagne - Yougoslavie | - Autriche - Monaco | - Finlande - Italie | - Espagne | - Danemark - France - Pays-Bas - Suède - Suisse |

Jean-Claude Pascal interprète Nous les amoureux en 14e position lors du concours suivant le Danemark et précédant le Royaume-Uni. Au terme du vote final, le Luxembourg termine 1er sur 16 pays, après avoir reçu 31 points.